# Novakovići (Banja Luka)
Pour les articles homonymes, voir Novakovići.
Novakovići (en serbe cyrillique : Новаковићи) est un faubourg de Banja Luka, la capitale de la république serbe de Bosnie, Bosnie-Herzégovine.
Novakovići est situé au nord du centre ville de Banja Luka.